# Международна скала за ядрени и радиационни събития
Международната скала за ядрени и радиационни събития (на английски: International Nuclear and Radiological Event Scale; акроним INES) е въведена през 1990 г. от Международната агенция за атомна енергия (МААЕ) с цел да осигури незабавното докладване на информация, свързана с безопасността при възникването на ядрени инциденти.
Скалата има 7 нива (степени) на опасност и едно нулево ниво, означаващо липса на опасност. Скалата е логаритмична, подобно на скалата на Рихтер, и всяко ниво обозначава инцидент приблизително 10 пъти по-сериозен от предишното (по-ниско) ниво.

## Скала
| Степен                                    | Критерии за оценка на опасността | Критерии за оценка на опасността | Критерии за оценка на опасността | Примерни събития                                        |
| Степен                                    | Население и околна среда | Радиологични бариери и контрол | Защита в дълбочина | Примерни събития                                        |
| ----------------------------------------- | --- | --- | --- | ------------------------------------------------------- |
| Степен 7 Крупна авария                    | - Голямо изпускане на радиоактивен материал с обширни последствия за здравето и околната среда, изискващи извършването на планирани и допълнителни контрамерки.                           | | | Чернобилска авария, 1986 Авария на АЕЦ Фукушима I, 2011 |
| Степен 6 Сериозна авария                  | - Значително изпускане на радиоактивен материал, което вероятно ще наложи извършването на планирани контрамерки.                                                                          | | | Авария в ядрен комплекс Маяк, 1957                      |
| Степен 5 Авария с широки последствия      | - Ограничено изпускане на радиоактивен материал, което вероятно ще наложи извършването на някои планирани контрамерки. - Няколко жертви на радиация.                                      | - Тежки повреди на активната зона на реактора. - Изпускане на големи количества радиоактивен материал в инсталация с голяма вероятност за значително облъчване на населението.                                                                   | | Авария на Тримилния остров, 1979                        |
| Степен 4 Авария с местни последствия      | - Минимално изпускане на радиоактивен материал, което вероятно няма да доведе до изпълняването на планирани контрамерки, освен местен контрол на храните. - Поне една жертва на радиация. | - Стопяване или повреждане на гориво, в резултат на което е изпуснато повече от 0,1% от инвентарното количество. - Изпускане на големи количества радиоактивен материал в инсталация с голяма вероятност за значително облъчване на населението. | |                                                         |
| Степен 3 Сериозен инцидент                | - Облъчване, превишаващо десет пъти допустимата годишна доза за работниците. - Несмъртоносен детерминиран ефект на радиацията върху здравето (напр. изгаряне).                            | - Скорост на облъчване, по-голяма от 1 Sv/h в оперативната зона. - Сериозно радиационно замърсяване в зона, където това не е предвидено по проект, с малка вероятност за значително облъчване на населението.                                    | - Близко до авария събитие, при което са изчерпани мерките за безопасност. - Изгубен или откраднат силно радиоактивен запечатан източник. - Неправилно доставен, силно радиоактивен запечатан източник при липса на адекватни процедури за боравене с него.                    |                                                         |
| Степен 2 Инцидент                         | - Облъчване на човек от населението, превишаващо 1 mSv. - Облъчване на работник, превишаващо допустимата годишна доза.                                                                    | - Радиационни нива в оперативната зона, по-големи от 50 mSv/h - Значително радиационно замърсяване в зона, където това не е предвидено по проект.                                                                                                | - Значителни откази на мерките за безопасност, но без реални последствия. - Намерен силно радиоактивен запечатан изоставен източник, устройство или транспортен пакет с непокътнато осигуряване на сигурността. - Неправилно пакетиран, силно радиоактивен запечатан източник. | Множество събития.                                      |
| Степен 1 Аномалия                         | | | - Облъчване на човек от населението, превишаващо допустимата годишна доза. - Минимални проблеми с част от защитата, при оставащи значителни мерки за сигурност. - Изгубен или откраднат източник, устройство или транспортен пакет с ниска радиационна активност.              | Множество събития.                                      |
| Степен 0 Събитие с отклонение под скалата | Без отношение към безопасността. | Без отношение към безопасността. | Без отношение към безопасността. | Множество събития.                                      |

## Статистика
До момента (2019 г.) има две аварии от седма степен Чернобилската авария и Авария на АЕЦ Фукушима I и една от шеста – Аварията в ядрен комплекс Маяк.